# Kreuzkirche (Braunschweig-Lehndorf)
Die Kreuzkirche in Braunschweig-Lehndorf ist die evangelisch-lutherische Dorfkirche von Alt-Lehndorf. Ihre Baugeschichte reicht bis ins 13. Jahrhundert zurück.

## Bau- und Nutzungsgeschichte

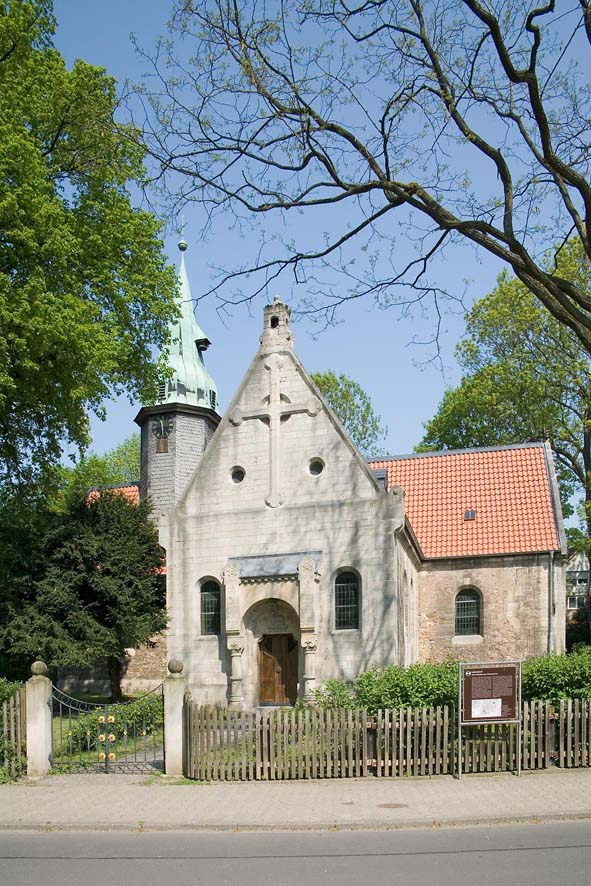
Kreuzkirche

Für das Jahr 1245 ist diese Kirche (ecclesia) schriftlich bezeugt, ihr Bau lag da bereits eine unbekannt lange Zeit zurück. Bei dieser in romanischem Stil erbauten Dorfkirche handelt es sich um das heutige Querschiff der Kreuzkirche. Die Mauern, die teilweise noch heute sichtbar sind, bestanden aus Bruchstein (Elmkalkstein und Braunschweiger Rogenstein), wie er auch bei dem Bau der Stadtkirchen Braunschweigs im 12. Jahrhundert verwendet wurde.
Die Kirche hatte ihren Eingang im Norden (die steinernen Türpfosten sind noch heute im Mauerwerk zu sehen), einen typischen Westturm und kleine romanische Fenster. 1440 wurde die Kirche renoviert, worauf ein Datumsstein in der Südseite des alten Kirchenschiffs hinweist. Wahrscheinlich wurde zu dieser Zeit auch der Eingang vom Norden auf die Westseite des Turms verlegt, noch heute wird dieser als Nebeneingang genutzt.
1532 wurde die Gemeinde im Zuge der Reformation evangelisch. Im Zusammenhang mit der Hildesheimer Stiftsfehde kam es 1605 zu einem Kirchbrand, der vor allem den Turm stark in Mitleidenschaft zog, so dass dieser abgerissen werden musste. Als Ersatz wurde der Kirche ein Dachreiter aufgesetzt, der heute noch existiert.
Nach einem Entwurf von Hermann Pfeifer, der auch als Professor an der Technischen Hochschule Braunschweig lehrte und neben Ludwig Winter als der bedeutendste Architekt des Herzogtums Braunschweig gilt, wurde 1903–1905 die Dorfkirche zur kreuzförmigen Saalkirche erweitert, der Zugang vom Turm an die neue Südseite verlegt, während im Norden eine Altarapsis und eine Sakristei angebaut wurden. Vorher hatte man die Emporen und Priechen aus dem Inneren herausgenommen. Aufgegeben wurde auch die alte Ostung der Kirche, indem man sie jetzt nach Norden ausrichtete. Pfeifers Umbau ist von großer gestalterischer Qualität, wenn man ihn mit anderen Kirchenneubauten dieser Zeit in Braunschweig vergleicht. Bemerkenswert erscheint z. B., wie er den neuen Südgiebel zur Großen Straße mit den Anklängen an den damals blühenden Jugendstil und mit seinen rundbogigen Fenstern bescheiden und zurückhaltend mit der mittelalterlichen Dorfkirche verband.
Durch den Einbau eines rundbogigen Fensters im Osten, das aus dem zu diesem Zeitpunkt abgerissenen Aegidienkloster stammte, wurde bewusst die Beziehung zum mittelalterlichen Kirchenbau unterstrichen.
Entsprechend wurde auch bei der Neugestaltung des Innenraums der Kirche vorgegangen. Dort, wo das ehemalige mittelalterliche Kirchenschiff mit dem Erweiterungsbau zusammentrifft, wurde vom Hofdekorationsmaler Adolf Quensen das Deckengemälde mit den vier Evangelisten und dem Himmlischen Jerusalem geschaffen. Auch dieser Raum trägt innenarchitektonisch die Handschrift Pfeifers.
Nach dem Zweiten Weltkrieg wurde die schadhaft gewordene Innenausmalung übermalt. Erst 1957 erhielt die Kirche den Namen „Kreuzkirche“ wohl wegen ihrer nun kreuzartigen Form und in Erinnerung an das Kreuzkloster, dem sie früher angehörte.
1972 wurde die Decke wieder freigelegt und von 1989 bis 1990 die Innenausmalung, vor allem in der Apsis, an den Bögen und in den Fensterlaibungen wiederhergestellt. Auf die Gesamtwiederherstellung aller Wandmalereien wurde verzichtet.

## Weblink
- Kreuzgemeinde Alt-Lehndorf (mit Bildern der Kirche) auf kreuzgemeinde.com

Koordinaten: 52° 16′ 10,4″ N, 10° 29′ 3,5″ O